# Theridula angula
Theridula angula là một loài nhện trong họ Theridiidae.
Loài này thuộc chi Theridula. Theridula angula được Benoy Krishna Tikader miêu tả năm 1970.